# Xã Jackson, Quận Harrison, Indiana
Xã Jackson (tiếng Anh: Jackson Township) là một xã thuộc quận Harrison, tiểu bang Indiana, Hoa Kỳ. Năm 2010, dân số của xã này là 6.042 người.